# In Concert Houston / Lyon
In Concert Houston / Lyon – Cities In Concert Jean-Michel Jarre, koncertalbuma az 1986 áprilisi Rendez-vous Houston és az 1986 októberi Rendez-Vous Lyon koncert felvételeiből. A koncert, főként a Rendez-Vous album számaira épül.
A francia kiadáson az Equinoxe 5, a Rendez-Vous 4 című számok lyoni változatai szerepelnek, míg a német és a tengerentúli kiadásokon, a houstoni változatok. Kiadtak egy tizenegy számos változatot is, melyen az előző kiadásokon nem szereplő számok, az Equinoxe 7 és a Wooloomooloo, a lyoni koncertből.

## Számlista
Francia kiadás
1. Oxygene 5 – 1:17
2. Ethnicolor 1 – 9:31
3. Chants Magnetiques 1 – 4:10
4. Souvenir De Chine – 3:13
5. Equinoxe 5 – 3:18
6. Rendez-Vous 3 – 3:29
7. Rendez-Vous 2 – 10:38
8. Ron's Piece – 4:16
9. Rendez-Vous 4 – 3:54

Francia 11 számos kiadás
1. Oxygene 5 – 1:30
2. Ethnicolor 1 – 11:41
3. Chants Magnetiques 1 – 8:11
4. Souvenir De Chine – 5:37
5. Equinoxe 5 – 6:01
6. Rendez-Vous 3 – 3:54
7. Equinoxe 7 – 5:29
8. Wooloomooloo – 3:22
9. Rendez-Vous 2 – 11:54
10. Ron's Piece – 6:35
11. Rendez-Vous 4 – 7:01

Német és tengerentúli kiadás
1. Oxygene 5 – 1:16
2. Ethnicolor 1 – 9:39
3. Chants Magnetiques 1 – 4:35
4. Souvenir De Chine – 3:32
5. Equinoxe 5 – 3:43
6. Rendez-Vous 3 – 4:27
7. Rendez-Vous 2 – 11:07
8. Ron's Piece – 4:40
9. Rendez-Vous 4 – 4:54